# Cyphanthera tasmanica
Cyphanthera tasmanica ist eine Pflanzenart aus der Gattung Cyphanthera in der Familie der Nachtschattengewächse (Solanaceae).

## Beschreibung
Cyphanthera tasmanica ist ein aufrecht wachsender, grau-grüner Strauch mit einer Wuchshöhe von bis zu 4 m. Die Zweige sind dicht bis mäßig körnig-filzig behaart, die Behaarung besteht aus sternförmig bis baumförmig verzweigten, nicht-drüsigen Trichomen, zwischen denen einige verstreute drüsige Trichome stehen. Die Laubblätter sind elliptisch, nahezu aufsitzend, filzig behaart und meist 15 bis 30 mm lang, sowie 4 bis 9 mm breit, manchmal können sie aber auch größer sein.
Die Blütenstände sind rispenförmig, dicht und belaubt. Die Blüten stehen an 2 bis 9 mm langen Blütenstielen, der Kelch erreicht Längen von 3,5 bis 7 mm und ist filzig behaart. Die Krone ist cremé-weiß gefärbt und weist purpurne Streifen auf, sie ist behaart und wird 10 bis 15 mm lang. Die Kronlappen sind eiförmig-abgeschnitten und 5 bis 9 mm lang. Die Staubblätter erreichen eine Länge von 2 bis 4 mm.
Die Frucht ist eine mehr oder weniger kugelförmige Kapsel mit einem Durchmesser von 4 bis 5 mm. Sie enthält Samen mit einer Länge von 2,5 bis 3,5 mm.

## Verbreitung und Standorte
Die Art ist ein seltener Endemit, der subtropischen Ökozone an der Ostküste Tasmaniens und auf den davor gelegenen Inseln vorkommt. Die Pflanzen sind an steilen, felsigen und offen liegenden Standorten entlang der Küste zu finden.